# Juan José Nieto Gil
Juan José Nieto Gil (ur. 24 czerwca 1804 w Sibarco, zm. 16 lipca 1866 w Cartagena de Indias) – kolumbijski polityk, pisarz i wojskowy, drugi prezydent Konfederacji Granady od 25 stycznia do 18 lipca 1861, zwolennik abolicjonizmu.

## Życiorys
Urodzony 24 czerwca 1804 r. w Sibarco w stanie Atlántico, w rodzinie pochodzenia afrykańskiego jako syn Tomása Nieto i Benicii Gil, związanych z fabryką knotów do świec. Początkowo mieszkał z rodziną w Baranoa, ale w 1811 r. przeniósł się wraz z nimi do Cartagena de Indias. Do 14. roku życia był niepiśmienny, czytać nauczył się samodzielnie. W młodości pracował jako sprzedawca w sklepie kanaryjskiego kupca José Palacio y Ponce de León, na którego właścicielu zrobił tak dobre wrażenie swoim intelektem, że otrzymał dostęp do biblioteki pracodawcy, a w 1827 r. ożenił się z jego córką Maríą Margaritą, co umożliwiło mu znaczny awans społeczny, a po śmierci teścia odziedziczył jego majątek. Po śmierci żony w 1834 r. ożenił się ponownie, z Teresą Cavero y Leguina, córką zamożnego i wpływowego wojskowego Ignacio Cavero.
W 1839 r. został wybrany deputowanym do rady prowincji Cartageny. W 1840 r. brał udział w wojnie naczelników u boku gen. Francisco Carmony, za co więziono go w Tescua, a potem w Bocachica i Chagres. Po uwolnieniu wyjechał do Kingston na Jamajce i mieszkał tam pięć lat. Wydał liczne powieści, z których najważniejszą uważano Ingermina o la hija de Calamar (1845 r.) – pierwszą kolumbijską powieść. Po powrocie do Kolumbii w 1847 r. napisał sztukę teatralną El hijo de sí propio.
W 1847 r. wrócił do kraju i zamieszkał w Cartagenie, a dwa lata później założył gazetę La Democracia. W okresie od 29 sierpnia do 16 września 1849 r. pełnił obowiązki gubernatora prowincji Cartagena, zastępując chorego Jose Marię Obando. W 1850 r. został wybrany na dwuletnią kadencję posła, następnie od 22 lipca 1851 r. sprawował funkcję gubernatora i to na tym stanowisku podjął decyzję o wydaleniu biskupa Pedro Antonio Torre. Po głosowaniu powszechnym 1 stycznia 1854 r. został wybrany na dwuletnią kadencję gubernatora. 17 kwietnia 1854 r. wsparł pucz gen. José Maríi Melo. W listopadzie kolejnego roku wprowadził w życie konstytucję departamentu Bolívar.
W 1859 r. wypowiedział posłuszeństwo konserwatywnemu gubernatorowi Juanowi Antonio Calvo i przejął władzę w regionie, a rada prowincji proklamowała go generałem i prezydentem. W czasie wojny domowej, 3 lipca 1860 r., w porozumieniu z gen. Tomásem Cipriano de Mosquerą, proklamował secesję departamentu Bolívar od Konfederacji Granady. 21 listopada wyruszył do departamentu Magdalena, gdzie pokonał gen. Julio Arboledę. Prezydentem Suwerennego Państwa Boliwariańskiego był do 1865 roku.
25 stycznia 1861 r. został proklamowany prezydentem Konfederacji Granady i był nim do 18 lipca, gdy przekazał władzę Mosquerze. Nieto był prezydentem jako pierwsza osoba pochodzenia afrykańskiego w historii tego kraju. Ponownie został wybrany prezydentem stanu na czteroletnią kadencję, którą rozpoczął 12 stycznia 1862 roku. W tym samym roku wprowadził kodeks cywilny, a w następnym doprowadził do przyjęcia kolejnej stanowej konstytucji.
W listopadzie 1863 r. wybuchła przeciw niemu w Cartagenie, Barranquilli, Momil, San Antero,  Purisima i Usiacurí rewolta mosqueristy Antonio Gonzáleza Carazo, która jednak została stłumiona przez Manuela Cordobésa. Dwa dni przed nadzwyczajną sesją zgromadzenia stanowego Nieto podał się do dymisji.
Prowadził korespondencję z gen. Francisco de Paula Santanderem, z którym był zaprzyjaźniony.
Zmarł 16 lipca 1866 roku w Cartagena de Indias. Po śmierci jego afrykańskie pochodzenie ukrywano, m.in. jego portret odesłano do Paryża, by autor zmienił odcień skóry na jaśniejszy, jednak w galerii portretów byłych prezydentów został on umieszczony dopiero w 2018 roku.

## Prace
- Derechos y deberes del hombre en sociedad (1834 r.)[1]
- Geografía histórica, estadística y local de la Provincia de Cartagena (1839 r.)[2]
- Ingermina o la hija de Calamar[1]
- Los moriscos (powieść, 1845 r.)[1]
- El hijo de sí propio (sztuka teatralna, 1847 r.)
- Rosina o la Prisión del Castillo de Chagres (powieść, 1850 r.)[1]